# Marathon masculin aux Jeux olympiques d'été de 1984
Navigation
Moscou 1980 Séoul 1988
L'épreuve du marathon masculin aux Jeux olympiques de 1984 s'est déroulée le 12 août 1984 dans les rues de Los Angeles, aux États-Unis, avec un départ devant le Santa Monica College et une arrivée au Memorial Coliseum. Elle est remportée par le Portugais Carlos Lopes.

## Résultats

### Finale
| Rang               | Athlète                  | Pays                        | Temps           |
| ------------------ | ------------------------ | --------------------------- | --------------- |
| Médaille d'or      | Carlos Lopes             | Portugal                    | 2 h 09 min 21 s |
| Médaille d'argent  | John Treacy              | Irlande                     | 2 h 09 min 56 s |
| Médaille de bronze | Charlie Spedding         | Royaume-Uni                 | 2 h 09 min 58 s |
| 4                  | Takeshi So               | Japon                       | 2 h 10 min 55 s |
| 5                  | Robert de Castella       | Australie                   | 2 h 11 min 09 s |
| 6                  | Juma Ikangaa             | Tanzanie                    | 2 h 11 min 10 s |
| 7                  | Joseph Nzau              | Kenya                       | 2 h 11 min 28 s |
| 8                  | Djama Robleh             | Djibouti                    | 2 h 11 min 39 s |
| 9                  | Jerry Kiernan            | Irlande                     | 2 h 12 min 20 s |
| 10                 | Rod Dixon                | Nouvelle-Zélande            | 2 h 12 min 57 s |
| 11                 | Pete Pfitzinger          | États-Unis                  | 2 h 13 min 53 s |
| 12                 | Hugh Jones               | Royaume-Uni                 | 2 h 13 min 57 s |
| 13                 | Jorge González           | Porto Rico                  | 2 h 14 min 00 s |
| 14                 | Toshihiko Seko           | Japon                       | 2 h 14 min 13 s |
| 15                 | Alberto Salazar          | États-Unis                  | 2 h 14 min 19 s |
| 16                 | Mehmet Terzi             | Turquie                     | 2 h 14 min 20 s |
| 17                 | Shigeru So               | Japon                       | 2 h 14 min 38 s |
| 18                 | Ralf Salzmann            | Allemagne de l'Ouest        | 2 h 15 min 29 s |
| 19                 | Henrik Jørgensen         | Danemark                    | 2 h 15 min 55 s |
| 20                 | Hussein Ahmed Salah      | Djibouti                    | 2 h 15 min 59 s |
| 21                 | Agapius Masong           | Tanzanie                    | 2 h 16 min 25 s |
| 22                 | Gidamis Shahanga         | Tanzanie                    | 2 h 16 min 27 s |
| 23                 | Eloi Schleder            | Brésil                      | 2 h 16 min 35 s |
| 24                 | Karel Lismont            | Belgique                    | 2 h 17 min 07 s |
| 25                 | Allan Zachariasen        | Danemark                    | 2 h 17 min 10 s |
| 26                 | Michail Koussis          | Grèce                       | 2 h 17 min 38 s |
| 27                 | Pertti Tiainen           | Finlande                    | 2 h 17 min 43 s |
| 28                 | Alain Lazare             | France                      | 2 h 17 min 52 s |
| 29                 | Vincent Ruguga           | Ouganda                     | 2 h 17 min 54 s |
| 30                 | Armand Parmentier        | Belgique                    | 2 h 18 min 10 s |
| 31                 | César Mercado            | Porto Rico                  | 2 h 19 min 09 s |
| 32                 | Omar Abdillahi Charmarke | Djibouti                    | 2 h 19 min 11 s |
| 33                 | Øyvind Dahl              | Norvège                     | 2 h 19 min 28 s |
| 34                 | Derek Froude             | Nouvelle-Zélande            | 2 h 19 min 44 s |
| 35                 | Giovanni d'Aleo          | Italie                      | 2 h 20 min 12 s |
| 36                 | Jesús Herrera            | Mexique                     | 2 h 20 min 33 s |
| 37                 | Lee Hong-Yul             | Corée du Sud                | 2 h 20 min 56 s |
| 38                 | Juan Camacho             | Bolivie                     | 2 h 21 min 04 s |
| 39                 | Cor Vriend               | Pays-Bas                    | 2 h 21 min 08 s |
| 40                 | France Ntaole            | Lesotho                     | 2 h 21 min 09 s |
| 41                 | Johan Geirnaert          | Belgique                    | 2 h 21 min 35 s |
| 42                 | Jacques Boxberger        | France                      | 2 h 22 min 00 s |
| 43                 | Marco Marchei            | Italie                      | 2 h 22 min 38 s |
| 44                 | Art Boileau              | Canada                      | 2 h 22 min 43 s |
| 45                 | Samuel Hlawe             | Swaziland                   | 2 h 22 min 45 s |
| 46                 | Baikuntha Manandhar      | Népal                       | 2 h 22 min 52 s |
| 47                 | Ahmed Mohamed Ismail     | Somalie                     | 2 h 23 min 27 s |
| 48                 | Chae Hong-Nak            | Corée du Sud                | 2 h 23 min 33 s |
| 49                 | Joseph Maisiba Otieno    | Kenya                       | 2 h 24 min 13 s |
| 50                 | Bruno Lafranchi          | Suisse                      | 2 h 24 min 38 s |
| 51                 | Dick Hooper              | Irlande                     | 2 h 24 min 41 s |
| 52                 | Derrick Adamson          | Jamaïque                    | 2 h 25 min 02 s |
| 53                 | Claudio Cabán            | Porto Rico                  | 2 h 27 min 16 s |
| 54                 | Marc Agoata              | Luxembourg                  | 2 h 27 min 41 s |
| 55                 | Wilson Theleso           | Botswana                    | 2 h 29 min 20 s |
| 56                 | Chang-Ming Chen          | Taipei chinois              | 2 h 29 min 53 s |
| 57                 | Alejandro Silva          | Chili                       | 2 h 29 min 53 s |
| 58                 | Kim Won-Sick             | Corée du Sud                | 2 h 30 min 57 s |
| 59                 | Rubén Aguiar             | Argentine                   | 2 h 31 min 18 s |
| 60                 | Sabag Shemtov            | Israël                      | 2 h 31 min 34 s |
| 61                 | Vincent Rakabaele        | Lesotho                     | 2 h 32 min 15 s |
| 62                 | Marios Kassianidis       | Chypre                      | 2 h 32 min 51 s |
| 63                 | Arjun Pandit             | Népal                       | 2 h 32 min 53 s |
| 64                 | Ismael Mahmoud           | Jordanie                    | 2 h 33 min 30 s |
| 65                 | Alain Bordeleau          | Canada                      | 2 h 34 min 27 s |
| 66                 | Tau John Tokwepota       | Papouasie-Nouvelle-Guinée   | 2 h 36 min 36 s |
| 67                 | Patric Nyambariro-Nhauro | Zimbabwe                    | 2 h 37 min 18 s |
| 68                 | Kimurgor Ngeny           | Kenya                       | 2 h 37 min 19 s |
| 69                 | Amira Prasad Yadav       | Népal                       | 2 h 38 min 10 s |
| 70                 | Adolphe Ambowode         | République centrafricaine   | 2 h 41 min 26 s |
| 71                 | Carloa Avila             | Honduras                    | 2 h 42 min 03 s |
| 72                 | Jules Randrianarivelo    | Madagascar                  | 2 h 43 min 05 s |
| 73                 | Abdul Lahij Ahmed        | Somalie                     | 2 h 44 min 39 s |
| 74                 | George Mambosasa         | Malawi                      | 2 h 46 min 14 s |
| 75                 | Marlon Williams          | Îles Vierges des États-Unis | 2 h 46 min 50 s |
| 76                 | Johnaon Mbangiwa         | Botswana                    | 2 h 48 min 12 s |
| 77                 | Leonardo Illut           | Philippines                 | 2 h 49 min 39 s |
| 78                 | Dieudonné LaMothe        | Haïti                       | 2 h 52 min 18 s |
| —                  | Awadh Shaban Al-Sameer   | Oman                        | DNF             |
| —                  | Ahmet Altun              | Turquie                     | DNF             |
| —                  | Dave Edge                | Canada                      | DNF             |
| —                  | Matthews Kambale         | Malawi                      | DNF             |
| —                  | Ronald Lanzoni           | Costa Rica                  | DNF             |
| —                  | Bigboy Matlapeng         | Botswana                    | DNF             |
| —                  | Tommy Persson            | Suède                       | DNF             |
| —                  | Kjell-Erik Ståhl         | Suède                       | DNF             |
| —                  | Domingo Tibaduiza        | Colombie                    | DNF             |
| —                  | Rodolfo Gómez            | Mexique                     | DNF             |
| —                  | Gerard Nijboer           | Pays-Bas                    | DNF             |
| —                  | Gerhard Hartmann         | Autriche                    | DNF             |
| —                  | Omar Aguilar             | Chili                       | DNF             |
| —                  | Filippos Filippou        | Chypre                      | DNF             |
| —                  | Juan Carlos Traspaderne  | Espagne                     | DNF             |
| —                  | Santiago de la Parte     | Espagne                     | DNF             |
| —                  | Martti Vainio            | Finlande                    | DNS             |
| —                  | Geoff Smith              | Royaume-Uni                 | DNF             |
| —                  | Nimley Twegbe            | Liberia                     | DNF             |
| —                  | Miguel Angel Cruz        | Mexique                     | DNF             |
| —                  | Cor Lambregts            | Pays-Bas                    | DNF             |
| —                  | Stig Roar Husby          | Norvège                     | DNF             |
| —                  | Cidálio Caetano          | Portugal                    | DNF             |
| —                  | Delfim Moreira           | Portugal                    | DNF             |
| —                  | Mehmet Yurdadön          | Turquie                     | DNF             |
| —                  | Wilaon Achia             | Ouganda                     | DNF             |
| —                  | John Tuttle              | États-Unis                  | DNF             |
| —                  | Rumbanza Situ            | Zaïre                       | DNF             |
| —                  | Tommy Lazarua            | Zimbabwe                    | DNF             |

## Légende
Records et Performances
- AR : Record continental (area record)
- CR : Record des championnats (championship record)
- MR : Record du meeting (meet record)
- NR : Record national (national record)
- OR : Record olympique (olympic record)
- PR : Record paralympique (paralympic record)
- PB : Record personnel (personal best)
- SB : Meilleure performance personnelle de la saison (season's best)
- WL : Meilleure performance mondiale de l'année (world leader)
- WJR : Record du monde junior (world junior record)
- WR : Record du monde (world record)

Circonstances et Conditions
- DNF : N'a pas terminé (did not finish)
- DNS : N'a pas pris le départ (did not start)
- DQ : Disqualification (disqualification)
- NM : Aucun essai valable enregistré (No Mark)
- Q : Qualifié « directement » au prochain tour (ou à la prochaine compétition), lors d'une compétition majeure, grâce au classement ou à la réalisation des minima (automatic qualifier)
- q : Qualifié au prochain tour (ou à la prochaine compétition), lors d'une compétition majeure, grâce au repêchage ou à la réalisation de l'une des meilleures performances parmi celles des « non qualifiés directement » (grâce au meilleur temps ou à la meilleure distance par exemple) (secondary qualifier)